# Adel

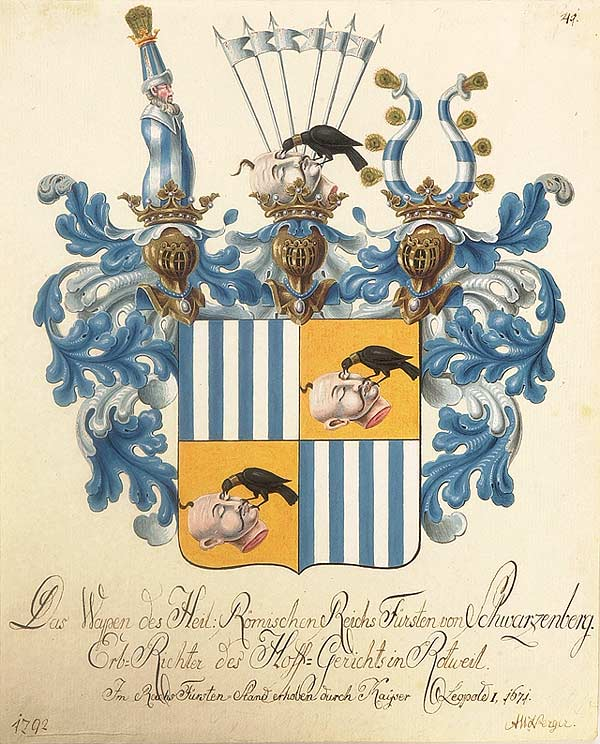
Elke adellijke familie heeft een eigen wapenschild, in vele gevallen ook een devies en in de middeleeuwen soms een wapenkreet. Hier het wapenschild van de vorsten van Schwarzenberg

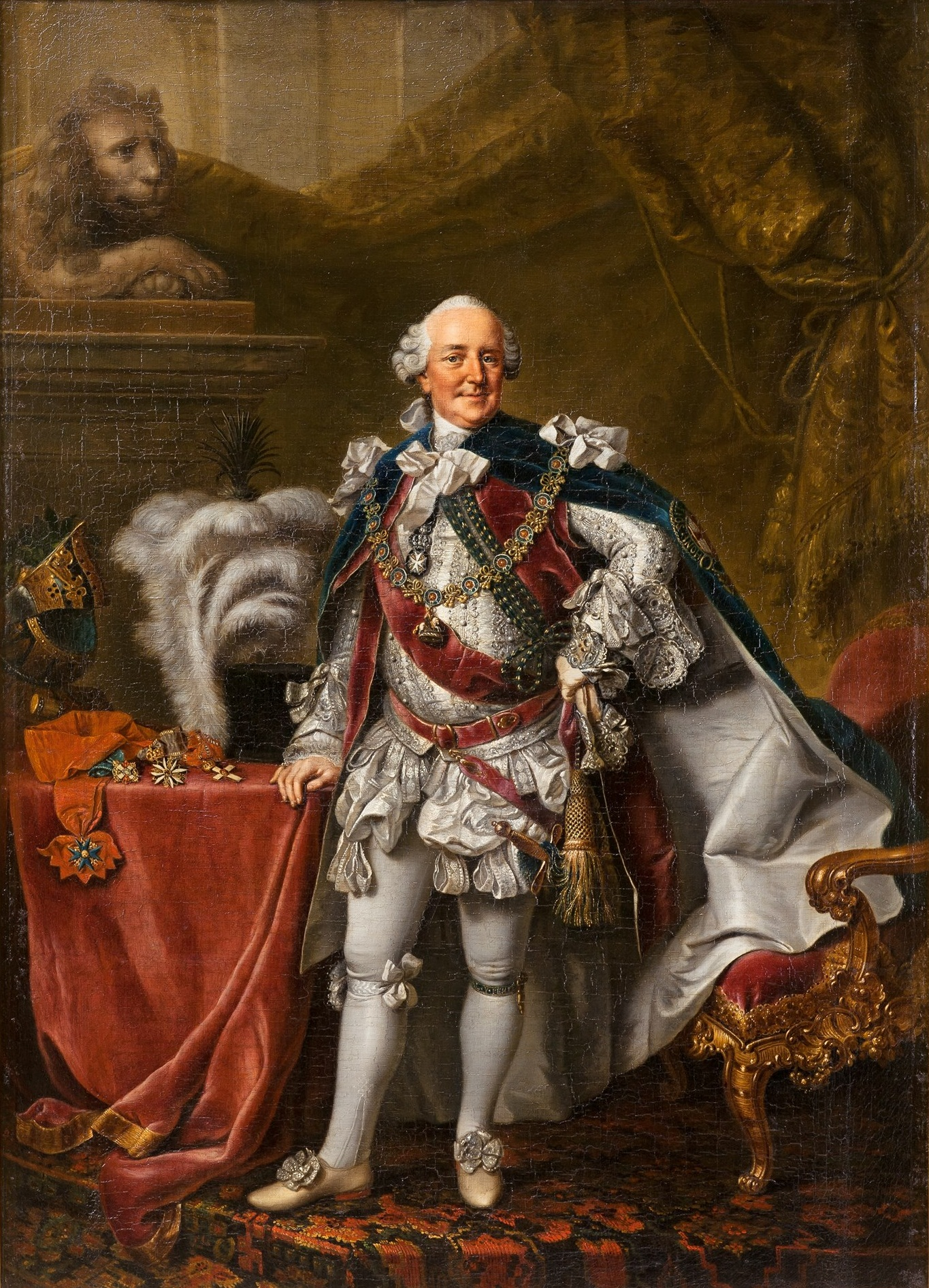
Monarchen gebruikten orden om de adel aan zich te binden, hertog Ferdinand van Brunswick-Wolfenbüttel (1721-1792), draagt hier de Orde van de Kousenband

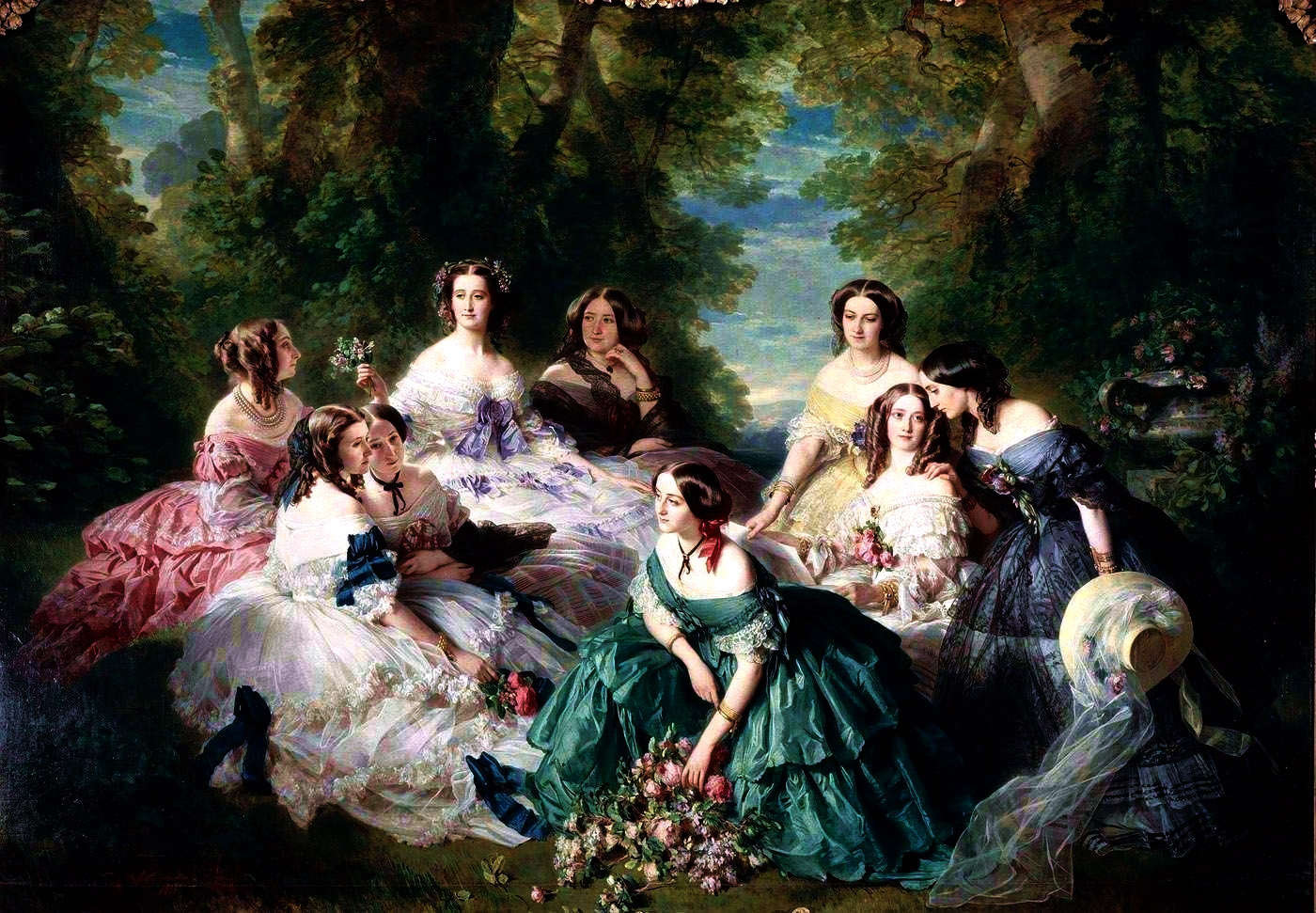
Vele dames van adel hadden het voorrecht hofdame te worden

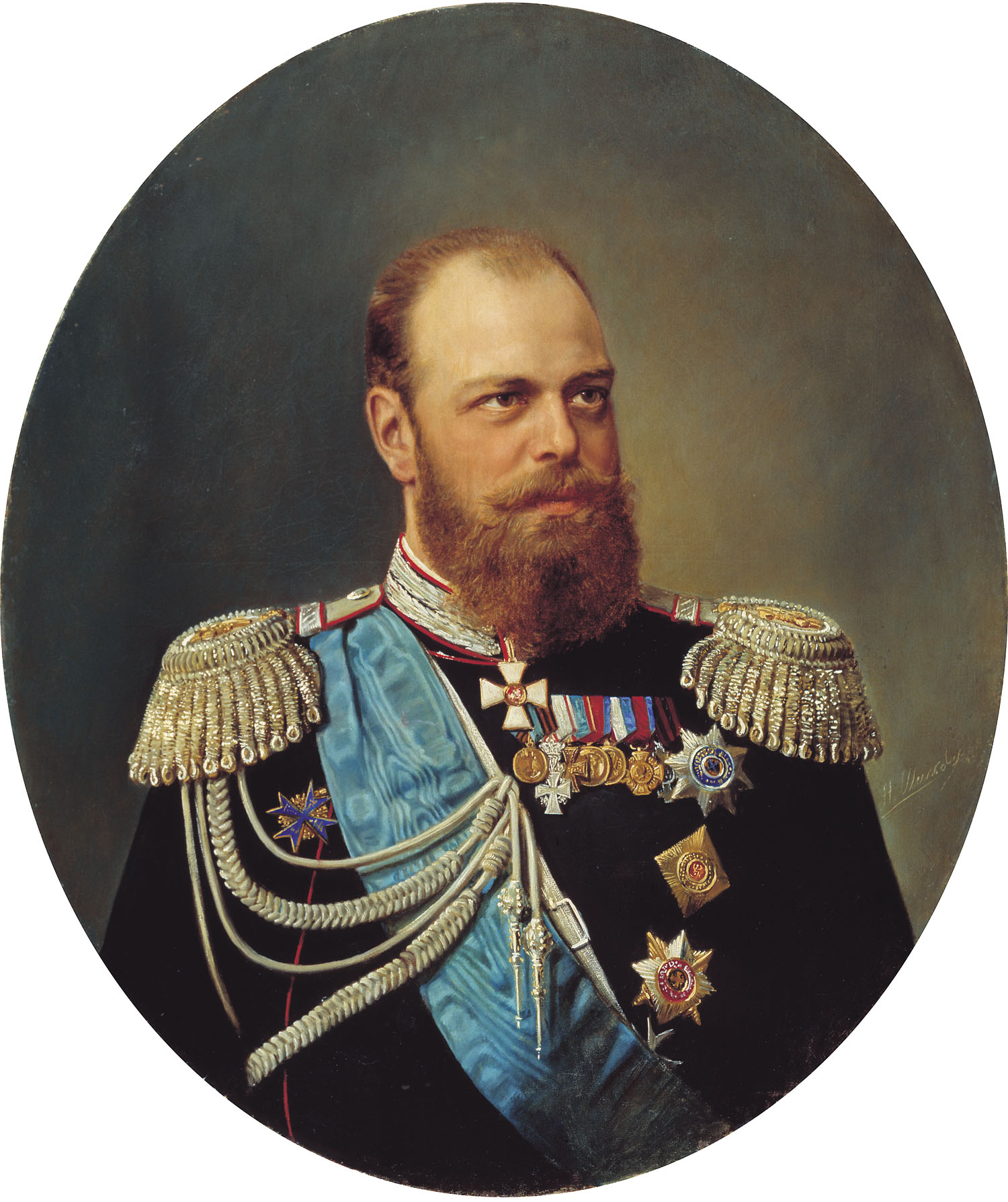
De monarch staat in de meeste landen boven de adel; hier Alexander III van Rusland

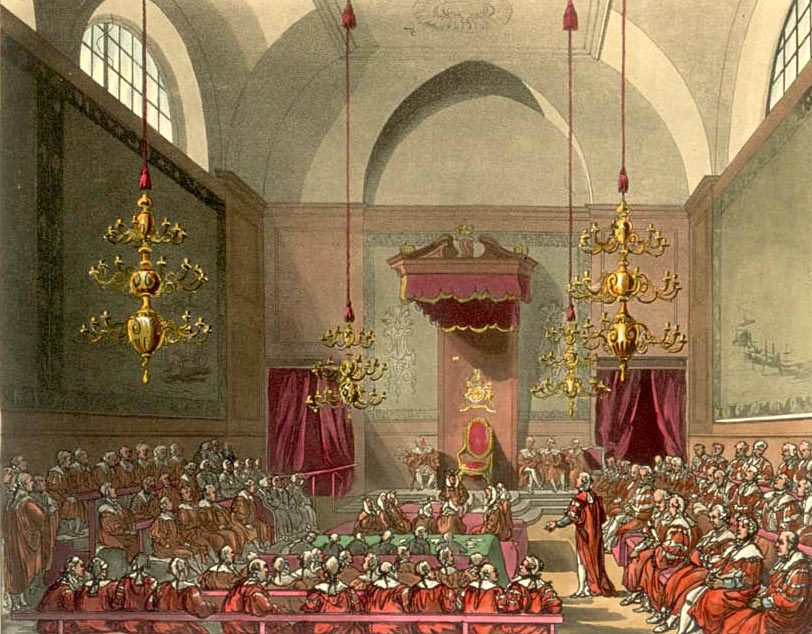
Het Hogerhuis in Londen, de enige plek waar de Britse adel nog enige politieke macht bezit; dit is de in 1850 afgebrande zaal

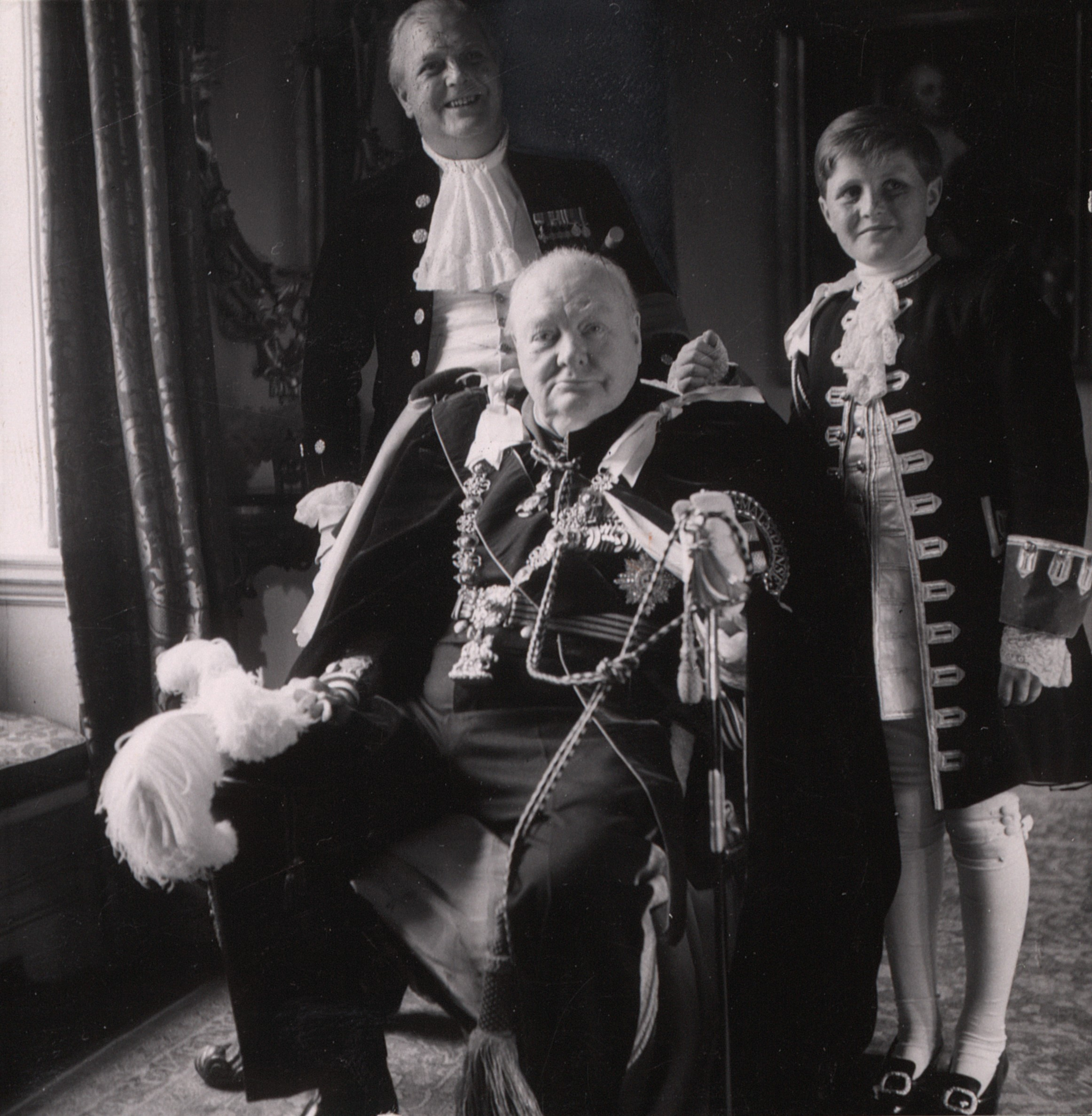
Sir Winston Churchill met zijn zoon en kleinzoon

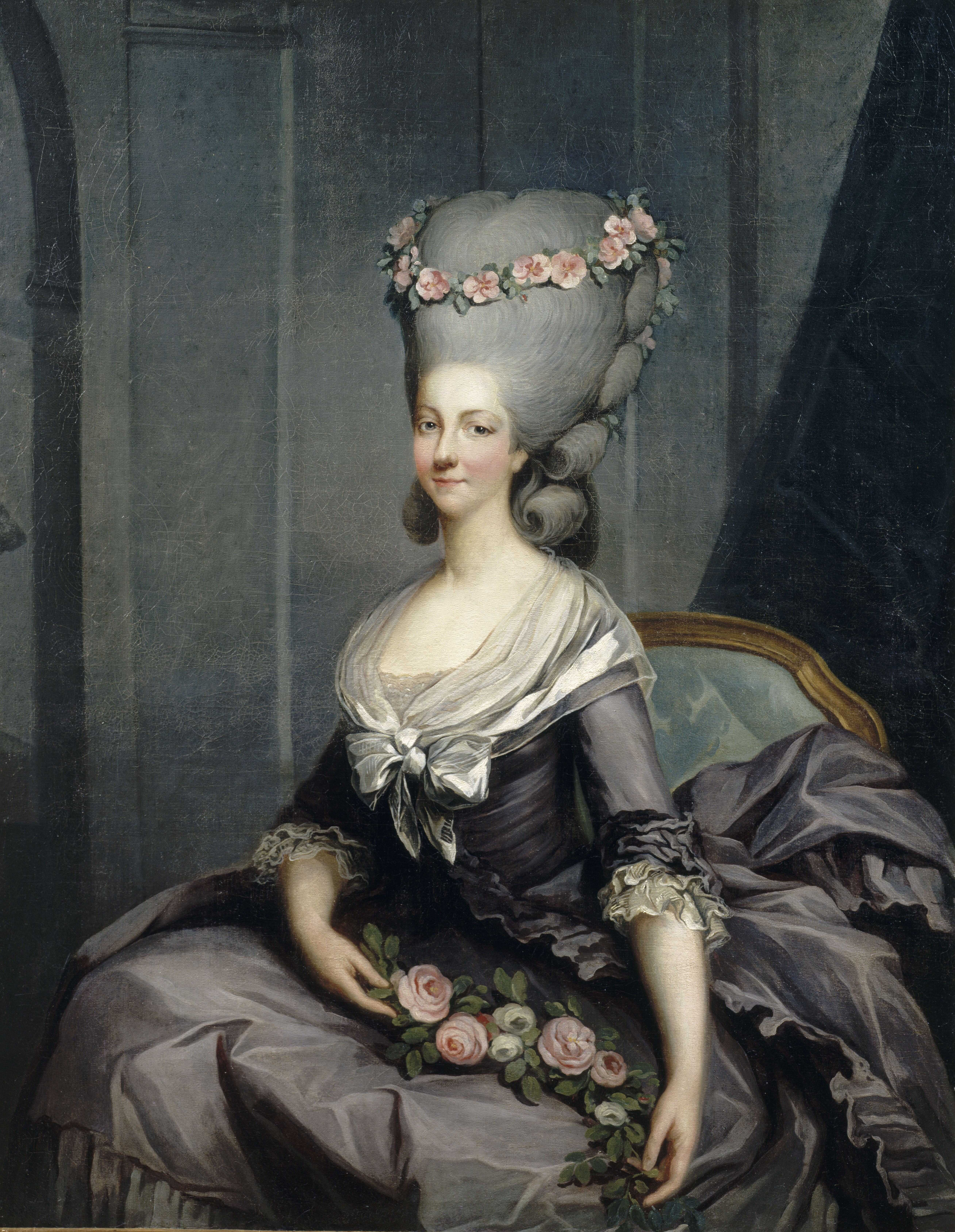
Maria Louise van Savoye; een van de bekendste adellijke slachtoffers van de Franse Revolutie

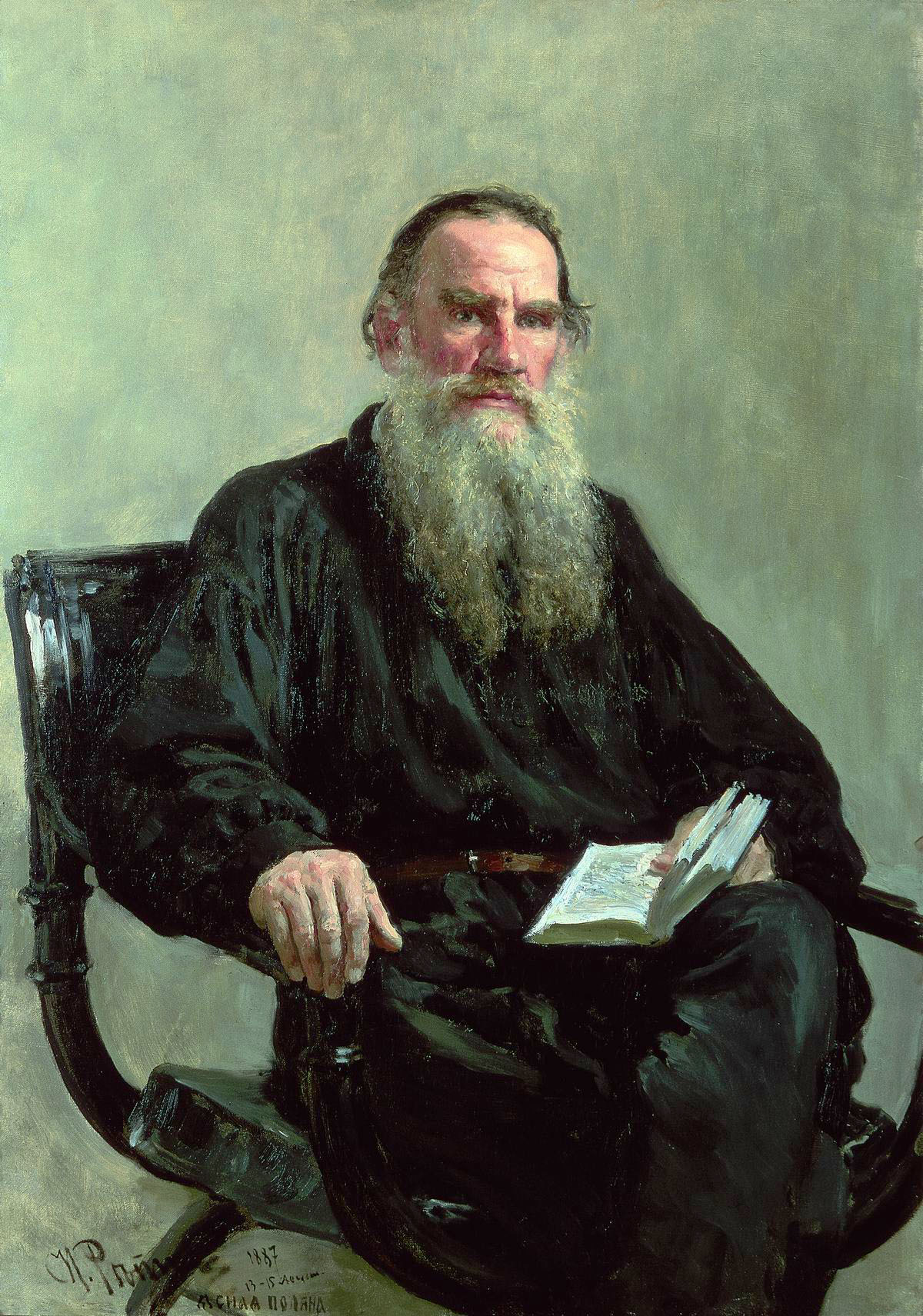
Leo Tolstoj maakte als graaf deel uit van de Russische adel

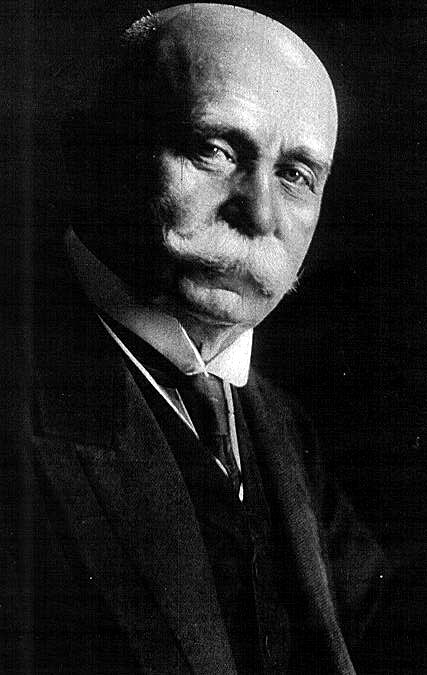
Ferdinand von Zeppelin, uitvinder van de zeppelin

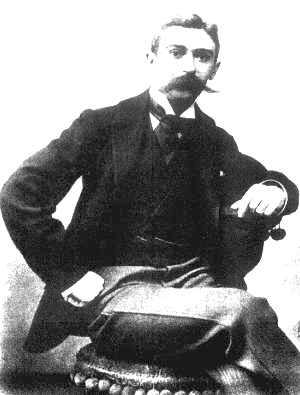
Pierre de Coubertin; een van de oprichters van de moderne versie van de Olympische Spelen

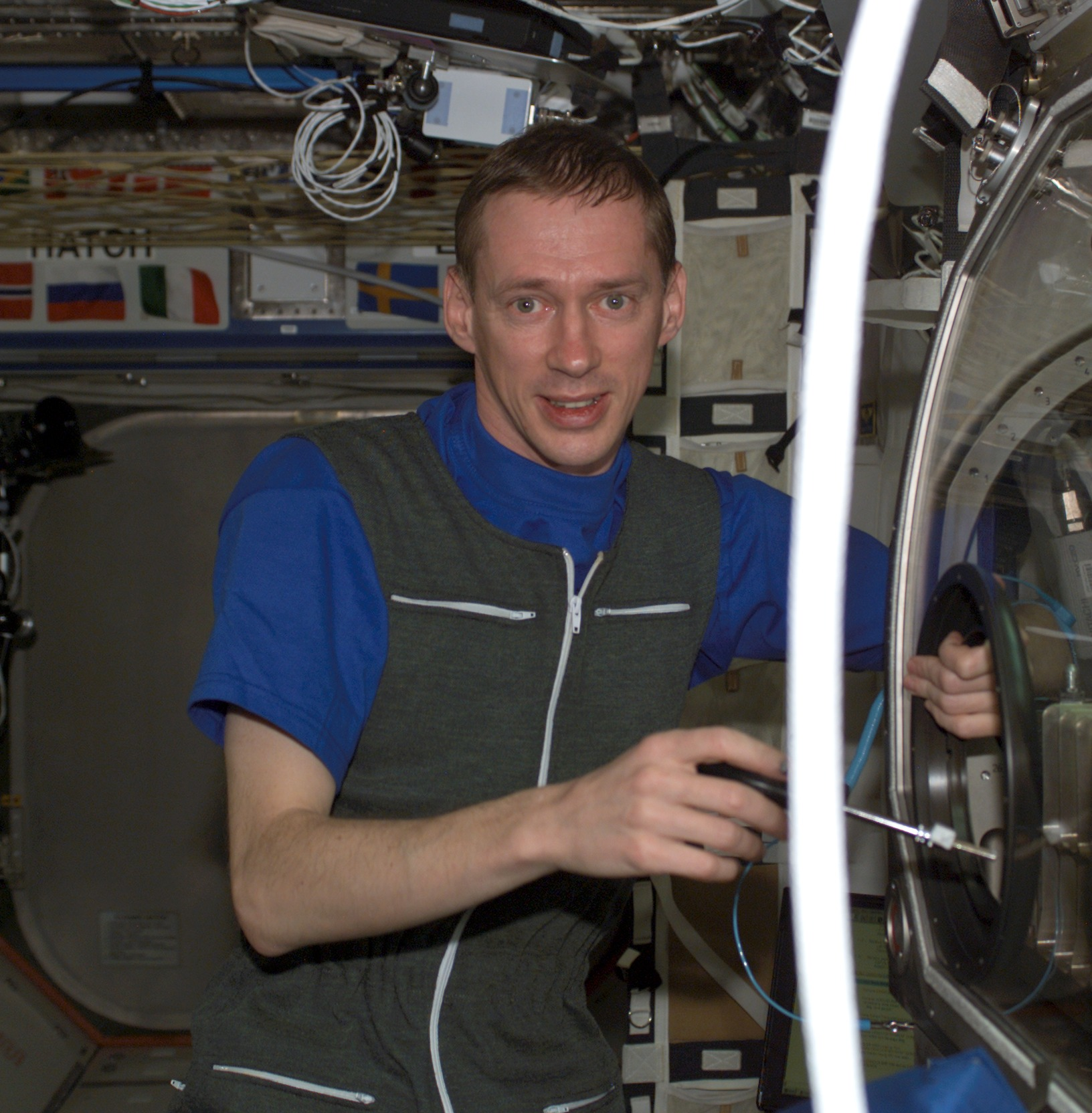
Frank De Winne, een Belgisch kosmonaut, werd door de koning tot burggraaf verheven

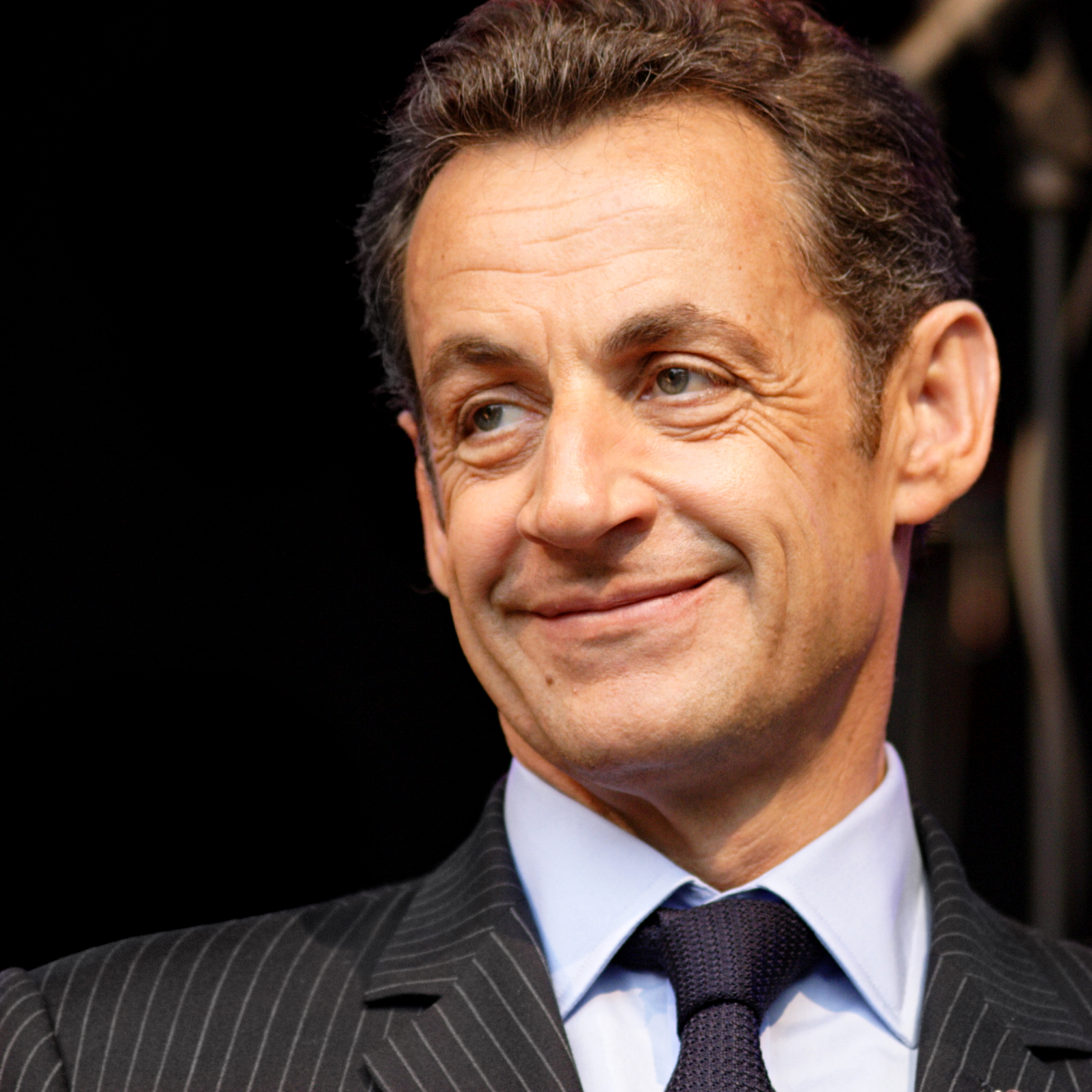
De Franse oud-president Nicolas Sarközy de Nagy-Bocsa

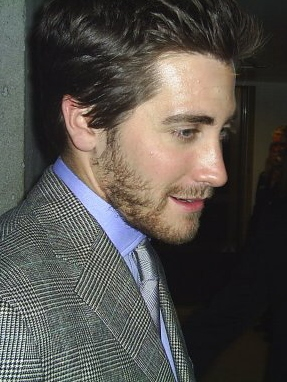
De Amerikaanse acteur Jake Gyllenhaal

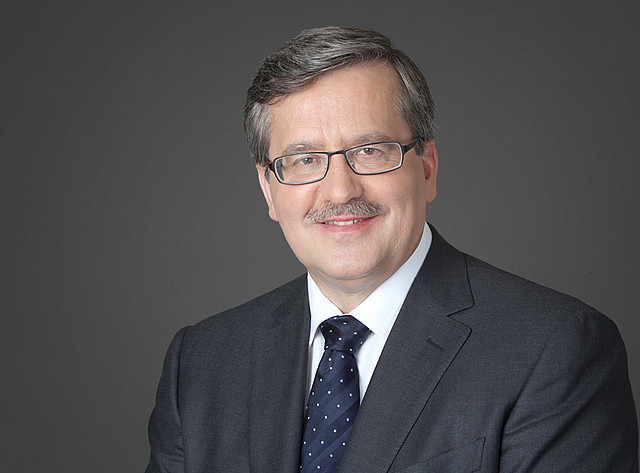
De Poolse oud-president graaf Bronisław Komorowski

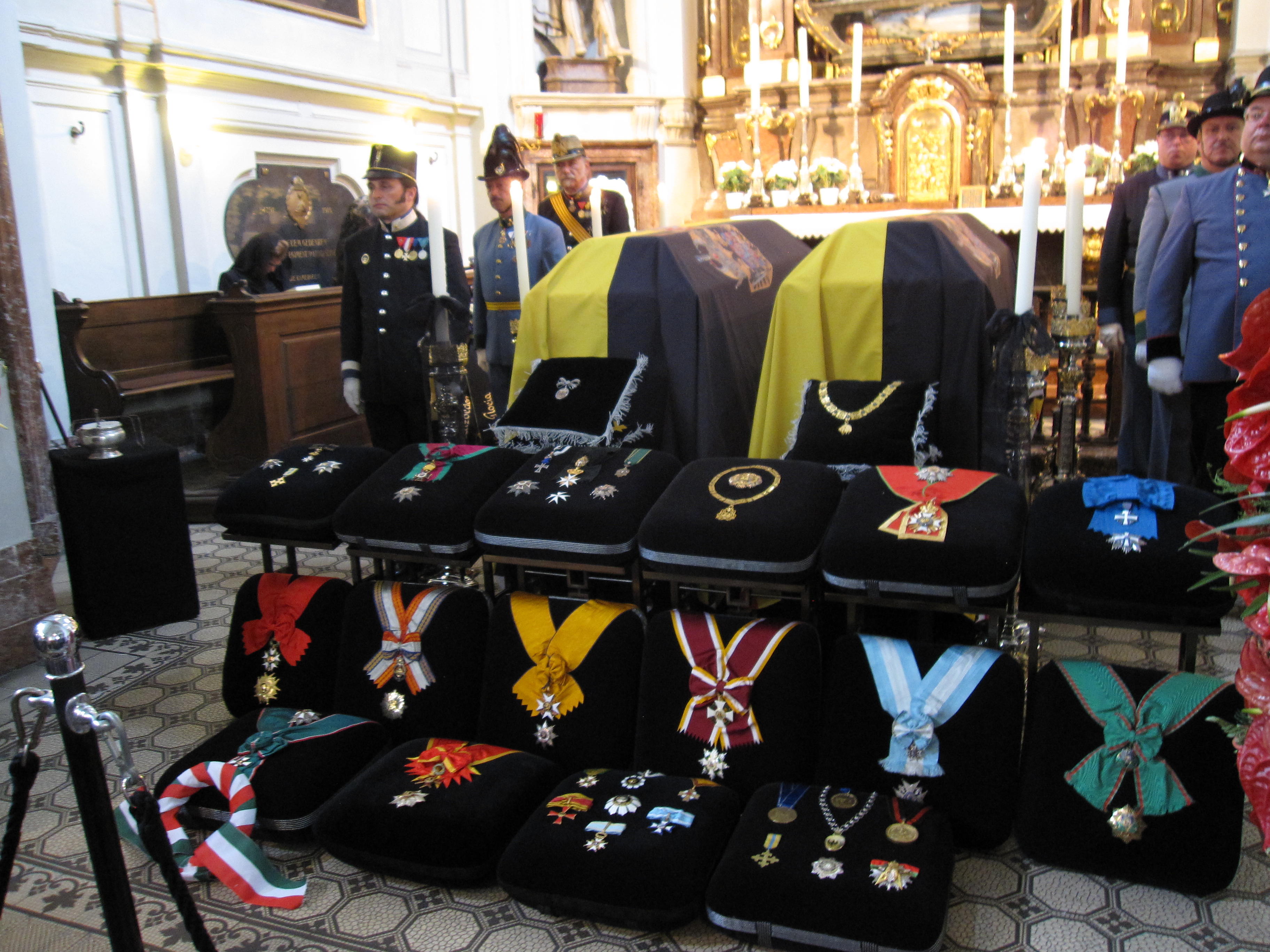
Op de begrafenis van edelen worden soms hun eretekens en wapens getoond of meegedragen; begrafenis van aartshertog Otto van Habsburg-Lotharingen

De adel is een sociaal of juridisch afgebakende groep mensen (edelen) die van oorsprong een bevoorrechte positie innam in een samenleving. De precieze inhoud van het begrip varieert naargelang van tijd en plaats, maar het fenomeen heeft zich bijna overal ter wereld voorgedaan: een kleine minderheid van de bevolking bezit de middelen om geweld uit te oefenen, heeft een goede toegang tot land, arbeidskrachten en andere economische bronnen, acht handenarbeid beneden zich (met uitzondering van oorlog en jacht), cultiveert een verfijnde levensstijl gegrond op eer, en geeft die privileges veelal patrilineair door van generatie op generatie. Vaak sluit de adel zich aaneen tot een aristocratie.
De vooraanstaande positie van de adel leidt tot een sterk standsbewustzijn. Tegenwoordig onderscheiden personen met een adeltitel zich in de meeste landen alleen nog door het voeren van een bepaalde familienaam en/of adellijke titel.
Adellijke titels kunnen persoonlijk of erfelijk zijn en kunnen onder meer ontleend zijn aan bepaalde hoge ambten, grootgrondbezit of verlening door een soeverein vorst.
De adel kan op vele manieren worden ingedeeld. Zo is er bijvoorbeeld oeradel, oude adel en nieuwe adel, briefadel, ambtsadel en landadel, Empireadel, hoge en lage adel.

## Definitie
Definities van de adel, hun betekenis en rol en wie er toe gerekend worden op een bepaald moment of in een bepaalde streek zijn divers. Adel kan politiek beschouwd worden als een bevoorrechte, dominante groep maar ook als een persoonlijk statuut door levenswijze, afkomst en functie. Men ziet een gepriviligeerde, erfelijke elite, gekenmerkt door uitoefening van publiek gezag, een leidende militaire rol en een exclusieve levensstijl. Wat dat inhoudt varieert  van land tot land en verschilt in tijd. 
Marc Bloch noemde het begrip adel in La société féodale een aristocratie die op grond van geboorte of adelsverheffing bepaalde voorrechten of privileges genoot. Problematisch bij deze definitie is het uitsluiten van de vroeg-middeleeuwse nobilitas, aangezien hier geen sprake was van een formele adelsverheffing. Daarnaast kwam een deel van de privileges voort uit de functie die bekleed werd en niet uit de titel. Volgens Werner in Naissance de la noblesse was dan ook de uitoefening van publiek gezag het onderscheidende kenmerk van de adel, vergelijkbaar met de senatoriale adel uit het oude Rome.
Al in de middeleeuwen werd de adel gezien als tweede stand in het driestandenschema van bidders (geestelijkheid), strijders (adel) en werkers (boeren en overige burgers). De opvatting dat deugden als rechtvaardigheid en leiderschap aangeboren zouden zijn, werd gebruikt om de erfelijkheid van de hiërarchische verhoudingen te legitimeren. Hoewel deze opvatting wijdverbreid was, werd deze niet door iedereen aanvaard. In de praktijk bleek de tweede stand ook minder gesloten dan dit ideaalbeeld.
Desondanks maakte Johanna Maria van Winter in Ridderschap een onderscheid tussen de gesloten stand, slechts bereikbaar door geboorte, en de open sociale klasse, bepaald door geld en aanzien. Dit bleek moeilijk te rijmen met de ontwikkeling van de ridderschap, dat volgens deze definitie afwisselend een klasse en stand was, dan wel een klasse met standkenmerken.
Tegenwoordig wordt het driestandenschema dan ook steeds minder gebruikt om de middeleeuwse en vroegmoderne maatschappij te beschrijven. Moderne begrippen als klasse en stand zijn daarbij niet voldoende om de maatschappelijke structuur te beschrijven. Voor de moderne Europese adel van na de Franse Revolutie waarbij bijzondere voorrechten ontbreken, is het ook weinig zinvol om te spreken van klasse of stand.

## Geschiedenis van de Europese adel

### Prefeodale adel
Titels als graaf en hertog kwamen al voor bij de Romeinen en de Germanen voor bestuurders van gebieden en legeraanvoerders. Het waren ambten die aan personen werden toevertrouwd en die niet erfelijk waren.
In het Frankische rijk dat te groot was geworden om vanuit een centraal punt te kunnen besturen werden vertegenwoordigers van het gezag verkozen uit een groep van personen die door hun rijkdom als grootgrondbezitters een groot aanzien hadden. Bij voorkeur waren die leden van de rijksaristocratie verwant met de dynastie van de Karolingers.
De functie was gebaseerd op persoonlijke afspraken met de vorst en de houder was afzetbaar.
Na het uiteenvallen van het Karolingische rijk volgde een krachtmeting tussen de geslachten die een rol speelden in de rijksadministratie om de nieuwe vorsten te worden. Zij werden door hun tijdgenoten aangeduid als 'groten', 'machtigen' en 'nobelen'. Zij kunnen rijksadel of rijksaristocratie genoemd worden. De nakomelingen van die Karolingische rijksaristocratie of zij die beweerden dat te zijn worden beschouwd als de oude adel of hoge adel. 
Kenmerkend is dat de clans door huwelijkspolitiek een verwantschap nastreefden met de Karolingische of nieuwe vorstenhuizen om zich van toegang tot de toplaag te verzekeren. Door hun moeders van koninklijken bloede waren hun kinderen beschouwd als gekwalificeerd voor hoge functies. Dit gold ook voor de territoriale vorsten in de Nederlanden waar grafelijke families in de 10e eeuw verwant waren of werden door huwelijk.

### Opkomst vanuit feodale functies
De feodale adel is ontstaan uit leenmannen en ministerialen. Toen de zware harnassen en kostbare stalen wapens hun intrede deden, ontwikkelde zich een feodaal stelsel waarin de edelen, in ruil voor wederzijdse steun een leengoed voor een hoger en machtiger edele beheerden. Deze edelen en vazallen waren op hun beurt steun verschuldigd aan nog hoger geplaatste adel (zie Ridder (ruiter)). Zo ontstond een feodale piramide, een trap, met steeds meer treden.
In eerste instantie waren er baronnen, graven, hertogen, prinsen en zo meer van streek tot streek verschillende titels. De laatsten waren ambtenaren van de keizers die hun positie erfelijk hadden weten te maken. De titel van hertog (Heerzog = legerleider), graaf, markgraaf (of markies, zijnde de bestuurder van een grensgebied) en vorst waren in de vroege middeleeuwen geen erfelijke, maar vooral bestuurlijke aanduidingen.
In de 12e eeuw werd de adel een werkelijk gesloten kaste. De edelen bewaakten hun aanzien en hun voorrechten. Zij lieten geen burgers toe op hun toernooien en monopoliseerden alle hogere functies in het leger en in het bestuur. Pogingen om ook de Kerk in hun macht te brengen, mislukten omdat zij geen monopolie op kennis bezaten. Desondanks waren veel posities als abt, abdis of bisschop voor de jongere, niet-ervende zonen en de dochters van edelen gereserveerd. Er ontstonden ook kloosters die alleen door adellijke nonnen werden bewoond. Zo ontstond het begrip stiftsadel voor edellieden met 16 kwartieren oude adel.

### Consolidatie van de oude adel
De adel ontwikkelde regels om vast te stellen of iemand tot hun kaste behoorde. Om hun veronderstelde superieure bloed zuiver te houden werd het huwen met niet-adellijke partners ontmoedigd. Zelfs wanneer de kinderen uit een dergelijk huwelijk tot de adel behoorden, hadden zij minder voorrechten dan hun verwanten met meer kwartieren. In het adellijk zelfbeeld waren de edelen de dragers van superieure overerfde eigenschappen die anderen misten. De edelen hadden blauw bloed dat niet vermengd mocht worden. Zij ontwikkelden ook een eigen cultuur en taalgebruik waarin zij zich van anderen onderscheidden. Het woord adel werd een synoniem voor voortreffelijk.
De adel liet met adelproeven vaststellen of kandidaten voor functies en zelfs opleidingen wel van adel waren. 
De huwelijkspolitiek van de adel was een efficiënt middel om het bloed zuiver te houden, ebenbürtigkeit was in sommige families verplicht. Het resultaat is een soort adellijk kweekprogramma van de gens nés, bijvoorbeeld: Elisabeth, Markiezin Pallavicini, née d'Udekem d'Acoz. Sommige mensen doen beroep op hun kwartieren, dat wil zeggen dat zij beschikken over een bepaald aantal generaties voorouders van zuivere adel. Deze kwartieren zijn een bewijs van zuiver bloed en waren een vereiste voor het lidmaatschap voor tal van ridderordes. Prins Amedeo van België kan een stamboom voorleggen met kwartieren van enkel de allerhoogste bloed- en grootadel. In zijn kwartieren zitten verschillende koningen, keizers, prinsen en aartshertogen.
Het recht om een wapen te voeren is nooit het voorrecht van de adel geweest.
In de late middeleeuwen werd de adel in economisch belang overvleugeld door de handeldrijvende burgers. De steeds uitdijende koninklijke bureaucratie kon wel worden geleid door de edelen, maar zij had gestudeerde burgerzonen nodig met kennis van het recht. Aan het einde van de middeleeuwen waren de hofhouding, het leger en het bestuur van het platteland nog het domein van de adel.

### Creatie van nieuwe adel
De koningen hebben steeds een beroep gedaan op de ontwikkelde burgers om, onafhankelijk van de vaak onhandelbare en onafhankelijke edelen, hun landen te besturen. Zij speelden adel en burgers tegen elkaar uit. Als fons honorum verleenden de koningen ook adeldom. Deze nieuwe adel werd en wordt de briefadel genoemd naar de adelsdiploma's die zij ontvingen. Met een zekere logica bedachten de burgers die een ambt vervulden waarvoor men een edelman moest zijn, dat zij dus edelen waren. Ook deze aanspraak op adeldom werd erkend en leverde een ambtsadel op die zich dan in het spraakgebruik onderscheidt van de oudere edele geslachten die men zwaardadel of bloedadel noemt.
Men kan de adel ook in hoge en lage adel indelen. Een aantal edelen had bijzondere voorrechten in het bestuur en honderden edelen bestuurden de graafschappen en vorstendommen van het Heilige Roomse Rijk van de Duitse Natie. Ook in het Spaanse Rijk werd een onderscheid gemaakt tussen de hoge adel, de Grande van Spanje, en de overige edellieden.
In het koninkrijk Frankrijk onderscheidde men naar het voorrecht van de edelen met 16 kwartieren (vier generaties edele voorouders), om aan het hof te verkeren een hofadel. Deze edelen hadden toegang tot de koning, maar voor Lodewijk XIV waren al zijn onderdanen, met uitzondering van de hertogen, min of meer gelijk.
In het koninkrijk Engeland ontstond de adellijke groep van de Peers of Lords of Parliament met een zetel in het Hogerhuis. Indien niet zelf geboren in een adellijke familie zijn hun echtgenoten geen edelvrouwen. In het maatschappelijk verkeer delen zij in het aanzien van hun families.
Heerlijkheden (met titels heer van..., vrijheer van...) zijn niet adellijk, ook al werden ze in het verleden door edelen gedragen. Zie heerlijkheid. Het Britse Lord of the Manor (heer van de heerlijkheid) bevindt zich in het zogenaamde grijze gebied, waarvan men niet zeker weet of men het wel of niet tot de adel moet rekenen. Het Duitse en Oostenrijkse herr auf... behoort niet tot de adel, maar verwijst eveneens naar een heerlijkheid.
Voor de Franse Revolutie gold dat bij het bezit van een heerlijkheid ook de bijbehorende titel kwam. Dit is grondadel.

### Neergang vanaf de Franse Revolutie
De standenmaatschappij waarin de geestelijkheid de eerste stand, de adel de tweede stand en de burgerij de derde stand was, heeft tot aan de Franse Revolutie bestaan, maar pogingen om deze standenindeling daarna te restaureren mislukten. Naast revoluties was ook de afnemende waarde van grond als bron van rijkdom en prestige verantwoordelijk voor het verval. Niettemin bleef de Europese adel ook in de 19e eeuw nog een sociale groepering van belang en beleefde ze in een verburgerlijkende samenleving een soort gouden herfst. Pas na de Eerste Wereldoorlog was duidelijk dat de adel in geen enkel land nog de politieke en culturele toon zette.
Om de tientallen families die in het Heilige Roomse Rijk een eigen staatje hadden bestuurd schadeloos te stellen, en het reservoir van huwbare partners voor de kinderen uit regerende families groot genoeg te houden, werden de oude rijksgrafelijke families op het Congres van Wenen en in de jaren daarna ebenbürtig verklaard. Zij werden standesherren met bepaalde voorrechten, maar gezag oefenden deze hoge edelen niet meer uit.
De hoogste Europese adel, de na 1815 regerende families, de ebenbürtige families en de hertogelijke families zijn in de Almanach de Gotha opgenomen en zij vormen ook nu nog een hecht netwerk. De eis dat de telgen van deze families alleen binnen de eigen kring huwen, wordt steeds minder nageleefd. De adel gaat nu familieverbanden aan met de groten uit de industrie en de handel. Lieden die men spottend wel de geldadel noemt.
Omdat in Oostenrijk en Duitsland geen adel meer bestaat, zijn de huwelijksregels die ooit in familiewetten werden vastgelegd, niet meer verbindend. De titel is nu volgens Duits burgerlijk recht deel van de naam. Cadetten (jongere zoons en dochters) die een burger of iemand van lage adel willen huwen kunnen hun familienaam behouden, de normale Duitse familienaamregels zijn van toepassing. De oude regels kunnen er niet meer worden afgedwongen.
Alleen in de oude Europese Ridderlijke Orden worden de adellijke kwartieren nog streng geteld. Maar ook daar verloopt het tij. De Nederlandse Duitse Orde in de Protestantse Balije van Utrecht laat alleen edelen met 16 kwartieren oude adel toe, maar zij heeft de Hoge Raad van Adel gevraagd om een advies over nieuwe statuten. Ook de Maltezer Orde kent steeds meer burgers in haar rangen. Het is duidelijk dat de oude huwelijksregels zowel bij de monarchie als binnen de klasse van de edelen steeds meer als een anachronisme beschouwd worden. Dit blijkt onder andere hier uit, dat zelfs bij regerende vorstenhuizen huwelijken tussen een prins of prinses met een niet-adellijk persoon steeds vaker voorkomen. Bekende voorbeelden zijn het huwelijk van Willem-Alexander met Maxima en dat van prins William uit het Verenigd Koninkrijk met Kate Middleton.

## Adel in Europese landen

### Nederland
In Nederland is de adelstand in 1848 afgeschaft met de Grondwetsherziening. Desondanks kent Nederland wel personen van adel, sommigen met een adellijke titel. Deze titels kunnen zijn, van laag naar hoog: ridder, baron, burggraaf, graaf, markies, hertog en prins. Adellijke personen zonder titel dragen het predicaat jonkheer of jonkvrouw. Zij behoren wel tot de Nederlandse adel, maar hebben geen titel. De standaardregel is dan ook: iedereen behorend tot de Nederlandse adel draagt het predicaat jonkheer of jonkvrouw, tenzij diegene recht heeft op een adellijke titel. De echtgenote van een jonkheer of ridder wordt mevrouw genoemd. 
Er vindt geen verheffing in de adelstand meer plaats, met uitzondering van (voormalige) leden van het Koninklijk Huis.

### België
In België bestaan de volgende titels: jonkheer, ridder, baron, burggraaf, graaf, markies, hertog en prins. Het staatshoofd draagt de titel van koning. In België verblijven heel wat geslachten die van oorsprong niet Belgisch zijn. De adel in België bloeit nog steeds, en de uitvoerende macht (koning en regering) verleent jaarlijks adeldom.

### Groot-Brittannië
In Groot-Brittannië bezat de adel voorheen relatief grote macht, omdat edellieden per definitie over het recht beschikten om deel uit te maken van het Britse Hogerhuis (House of Lords). Thans heeft de Britse adel niet meer het recht om louter op grond van afkomst zitting te nemen in het House of Lords. De meeste Lords in het Hogerhuis ten heden dag zijn voor het leven benoemd.
In Groot-Brittannië wordt men tegenwoordig in de adelstand verheven op grond van verdienste (bijvoorbeeld musici, kunstenaars, politici), als beloning voor geldelijke bijdragen aan de partij van de premier of om een werkbare meerderheid in het Hogerhuis te garanderen voor de regeringspartij. Dit is een Life Peerage. Al deze life peers zijn baronnen en baronessen. Ook kan men nog in hoge uitzondering baronet worden; deze lage adellijke titel is wel erfelijk en vergelijkbaar met de Nederlandse titel (erf)ridder.
Het is een misverstand dat adeldom en peerage in Engeland samenvallen. Binnen de hogere adel is alleen het hoofd van de familie een peer. Zijn echtgenote en de kinderen zijn geen peers en dragen pro forma courtesy titels. Desondanks kunnen deze families in hun geheel als adellijk beschouwd worden. Wie een hoge onderscheiding ontvangt (cf. ridderorde graad grootkruis of grootofficier) wordt als Sir of Dame in de adelstand verheven, dat geldt ook voor de Knights Bachelors en Dames die zonder een onderscheiding te ontvangen in de adelstand worden opgenomen.
In Groot-Brittannië zijn, van laag naar hoog, de volgende titels in gebruik: sir (als predicaat), Baronet (uitsluitend mannelijk), Baron, Viscount (burggraaf), Earl (Engelse graaf), Marquess (markies), Duke (hertog), Prince (prins), King (koning), (Emperor) (keizer).
Het begrip Count wordt in het Engels vrijwel uitsluitend gebruikt als de titel graaf als deze betrekking heeft op een graaf van op het Europese continent. Voor uitleg van de Britse adel zie peerage. Men kan ook adeldom verwerven wanneer men een ridder-companion in een ridderorde wordt. De ridders- en dames-companions mogen zich Sir of Dame noemen. Deze titels zijn niet overerfbaar. Er zijn ook - uitsluitend mannelijke - ridders die Knights Bachelor worden genoemd.

### Spanje
In Spanje bloeit de adel nog weelderig. In 2005 waren er in Spanje 1361 markiezen, waarvan 140 zich grandes de España mogen noemen. Daarnaast zijn er 153 hertogdommen en ruim 123 graafschappen. In totaal zijn er ruim 2100 edelen waarvan 300 grandes. Grandes worden aangesproken als Uwe Illustere Hoogheid.

### Duitsland
In Duitsland zijn er sinds de Weimarrepubliek geen adellijke voorrechten meer.  De titels van edelen  werden deel van de achternaam, wel mochten zij het predicaat von behouden. Niet iedereen die in Duitsland het voorzetsel von als onderdeel van zijn naam heeft, is overigens van adel geweest. Het is de gewoonte van families om het woord von af te korten tot v. waar een naam als v. Moltke op duidt. Het predicaat von heeft niet noodzakelijkerwijs een relatie met een geografische aanduiding. Het predicaat geeft alleen aan dat een bepaalde familie tot de adel hoorde. Voorbeelden van niet-geografische aanduidingen zijn von Schmidt en von Ledebur.
De adel is afgeschaft in Duitsland. Ondanks dat speelt het wel nog een maatschappelijke rol van betekenis. Er bestaan verschillende verenigingen waarvan alle leden tot adel behoorden ooit. Zij  zoeken nog steeds in elkaars gezelschap op.
Een bijzondere consequentie van het Duitse burgerlijke recht is dat een door een prins geadopteerde man de naam, dat is de oude titel, van de adoptievader krijgt. Er zijn gevallen bekend waarbij men zich juist vanwege de klinkende naam liet adopteren. Toegang tot het sociale netwerk krijgt men daardoor niet.
Tussen von, von und zu en zu als tussenvoegsels bestaat thans geen rangverschil meer. Volgens sommige bronnen heeft er ook nooit een onderscheid bestaan. Met de woordgroep von und zu wordt wel aangeduid dat men nog in het bezit is van het landgoed waaraan men zijn naam ontleent. De nuance vindt zijn oorsprong in de gradatie waarin men tijdens het ancien régime een heerlijkheid bezat.
Een landsheer genoemd Herr zu... bezat veelal slechts de middelbare jurisdictie van de heerlijkheid en bewoonde veelal ook een slot of burcht dat als leengoed aan de heerlijkheid verbonden was. Boven hem stond er evenwel nog een heer die de hogere jurisdictie over de heerlijkheid bezat en die men dan heer van... noemde. Wanneer een edelman erin slaagde de twee titels in één hand te verenigen (wat in principe slechts een financiële transactie betrof), werd hij soms van en tot... genoemd.
In Duitsland waren, van laag naar hoog, de volgende titels in gebruik: ongetituleerde adel (von / junker), Edler, Ritter (ridder), Freiherr (eq. baron), Baron (baron), Burggraf (burggraaf), Graf (graaf), Fürst (vorst), Raugraf, Rheingraf (rijngraaf), Wildgraf (wildgraaf), Pfalzgraf (paltsgraaf), Markgraf (markies), Landgraf (landgraaf), Kurfürst (keurvorst), Herzog (hertog), Prinz (prins), Großherzog (groothertog), König (koning), Kaiser (keizer).
Keurvorst is eerder een functie dan een adellijke titel. De keurvorsten waren tegelijkertijd ook paltsgraaf, markgraaf, hertog, koning of zelfs aartsbisschop. Voor de volledigheid wordt de keurvorst hier genoemd.

### Oostenrijk
In Oostenrijk werd de Oostenrijkse adeldom volledig afgeschaft tijdens de beginjaren van de republiek. Het voeren van een titel is strafbaar. Het predicaat von heeft zijn adellijke betekenis geheel verloren. De bekende Oostenrijkse dirigent Herbert von Karajan mocht zich von blijven noemen, omdat zijn familie van Duitse oorsprong was en de titel Freiherr von Karajan een titel in de adel van het Heilige Roomse Rijk van de Duitse Natie was. Een republikeinse wet van 1919 ontnam de edelen hun titel voor de Oostenrijkse republiek. Daar echter Burgenland eerst in 1921 bij Oostenrijk gevoegd werd (voordien een deel van Hongarije) geldt die wet niet voor Burgenland. Oostenrijk is het enige land dat de adel niet erkent. Oostenrijk moet zich voor het Europese Gerecht verantwoorden omdat het een minderheid binnen zijn landsgrenzen vervolgt door haar de eigen identiteit te ontnemen. 
Het Europees Hof voor de Rechten van de Mens (EHRM) heeft op 17 januari 2023, nummer 19475/20, in de zaak Künsberg Sarre v. Oostenrijk geoordeeld, dat het verbod tot het dragen van het predicaat ‘von’ onverbindend is wegens schending van het privé- en familieleven van de klagers en derhalve strijd met artikel 8 EVRM. 
In het keizerrijk Oostenrijk-Hongarije waren er, van laag naar hoog, de volgende titels: ongetituleerde adel (von / junker), Edler, Ritter, Freiherr, Graf, Fürst, Herzog, Prinz, Erzherzog, König, Kaiser

### Frankrijk
In Frankrijk werd de adel met bijbehorende titels en privileges progressief afgeschaft tijdens de Franse Revolutie. De eerste stap was het afschaffen van de adellijke voorrechten in de nacht van 4 augustus 1789. Dit was gericht tegen de feodaliteit. De erfelijke titels bleven nog bestaan en werden ook niet aangetast door de op 26 augustus aangenomen Verklaring van de Rechten van de Mens en de Burger, die weliswaar in haar eerste artikel bepaalde: De mensen worden vrij en met gelijke rechten geboren en blijven dit. Maatschappelijke verschillen kunnen slechts op het algemeen nut gebaseerd worden. Beslissend was de stemming op 19 juni 1790 tot opheffing van de erfelijke adel en van de titels, livreien en wapens. De koninklijke sanctie volgde vier dagen later en de inwerkingtreding symbolisch op 14 juli. De laatste resten verdwenen toen de Constituante op 30 juli 1791 de ridderorden gebaseerd op geboorte-onderscheid afschafte.
Een groot deel van de edellieden emigreerde tijdens de revolutie. Keizer Napoleon voerde in 1806 opnieuw adellijke titels in, die in bepaalde gevallen erfelijk konden zijn. Met de restauratie van het koningschap in 1814 werden zowel de oude als de Napoleontische adel erkend, zonder dat de privileges terugkwamen.
In de huidige Franse Republiek heeft de adel geen wettelijk bestaan, omdat dit in strijd is met de Verklaring van de Rechten van de Mens en de Burger. Toch kunnen adellijke titels nog altijd worden overgeërfd volgens de regels vastgesteld bij hun toekenning en worden ze erkend door de burgerlijke stand als accessorium van de familienaam, na verificatie door de Garde des Sceaux. Sinds 1974 worden die titels niet meer gebruikt bij het protocol op het Élysée. Er bestaat wel een vereniging van de Franse adel.
De titel van prins was in het Franse ancien régime geen echte, door de koning erkende adellijke titel, maar wees erop dat de drager ooit een min of meer vorstelijk gezag uitoefende. Alleen Napoleon verleende de titel van prins. Overigens was anciënniteit in de Franse adel belangrijker dan de titel: hoe ouder de familie, hoe meer aanzien. Aan de top stonden families die beweerden van de Merovingers af te stammen.
Hoewel veel Franse edelen het tussenvoegsel de in hun familienaam droegen (die altijd met een kleine letter wordt geschreven), betekent het bestaan van dit tussenvoegsel nooit dat men van adel was. Wel hebben nogal wat burgerlijke families adellijk klinkende namen met de aangenomen, zodat er een soort schijn-adel noblesse d'apparence, ontstond. Zo zijn oud-president Valéry Giscard d'Estaing, oud-premier Dominique de Villepin of Bernadette Chodron de Courcel (de vrouw van oud-president Chirac), niet van adel.
In Frankrijk waren, van laag naar hoog, de volgende titels in gebruik: ongetituleerde adel (écuyer/sieur) (jonkheer), chevalier (ridder), sire (heer), baron (baron, baron de l'empire), vicomte (burggraaf), comte (graaf, comte de l'empire), marquis (markies), prince (prins), duc (hertog), roi (koning), empereur (keizer).

### Vaticaanstad
Aangezien de paus van oudsher de status van soeverein heeft, kan ook hij adeldom en adellijke titels verlenen. Van dit recht werd in de tijd dat hij nog heerser over de Pauselijke Staten was, veelvuldig gebruikgemaakt en ontstond een uitgebreide pauselijke adel. Aan vele geslachten in Frankrijk en Zuid-Europa is pauselijke adeldom met de titel prins, hertog, markies, graaf, baron, patriciër of edelburger verleend. 
Daarnaast zijn krachtens de bul Urbem Romam van paus Benedictus XIV ook de broers en neven en al hun mannelijk nageslacht van de regerende paus Romeinse edelen. De kardinalen zijn prinsen van de Kerk en hebben protocollair gezien de status van prins-van-den-bloede.
Toen het Koninkrijk Italië de Kerkelijke Staat in 1871 annexeerde, koos een deel van de adel de zijde van de koning. Dit is de witte adel. De adel die de paus trouw bleef is de zwarte adel genoemd. Zij weigerden het koninklijk paleis te bezoeken. Nog steeds vervullen leden van deze zwarte adel enkele erefuncties aan het pauselijk hof.
Na de ondergang van de Kerkelijke Staat in 1870 hadden de pausen tot aan het Verdrag van Lateranen in 1929 weliswaar geen land meer, maar zij bleven adellijke titels verlenen. In 1929 werd bij het Verdrag van Lateranen dit recht van de paus als hoofd van de Staat Vaticaanstad erkend. Pauselijke adelverlening geschiedde op voordracht en werd na betaling van taxa bij Pauselijke Breve toegekend. In Nederland is in 1924 aan Willem Dreesmann pauselijke adeldom verleend met de kwalificatie nobilis en in 1926 de erfelijke titel van graaf bij eerstgeboorte. Volgens de Nederlandse grondwet had voor het aanvaarden van deze buitenlandse adelverlening toestemming gevraagd moeten worden. In België werden personen na pauselijke adelverlening middels inlijving ook nationaal als adel erkend. Adeldomsverlening was het hoogste pauselijke eerbetoon.

### Italië
Nobile, barone (baron), visconte (burggraaf), conte (graaf), Marchese (markies), duca (hertog), principe (prins), re (koning)

### San Marino
De kleine republiek San Marino kende in de jaren negentienhonderdzeventig nog steeds adellijke titels toe, minder aan inwoners dan aan buitenlanders voor “diensten aan de staat”. Het land was een van de beruchte ‘verkopers’ van aristocratische titels (net als de Pauselijke Staten, het Koninkrijk Portugal of – in Duitsland – het hertogdom Saksen-Coburg en Gotha).

### Liechtenstein
In Liechtenstein kan men wegens verdienste nog steeds in de adelstand verheven worden. De Vorst van Liechtenstein kan de titels graaf en baron creëren en iemand verheffen tot de ongetituleerde adel door het toekennen van het tussenvoegsel von.

### Luxemburg
Luxemburg was ooit in een personele unie met Nederland en België verbonden. Er wordt in Luxemburg nog een actief adelbeleid gevoerd.

### Monaco
In Monaco heeft de Vorst het recht amnestie en het Monegaskische burgerschap te verlenen, tevens verleent hij nog steeds ordes, titels en andere rangen van onderscheiding.

## Adel buiten Europa

### Amerika
In de Verenigde Staten kent men geen wettelijk erkende adel en kan de regering geen adellijke titels toekennen. Het is echter niet verboden om een adellijke titel te voeren. In 1810 werd een amendement op de grondwet die het voeren van adellijke titels strafbaar zou stellen, goedgekeurd door de Senaat en geratificeerd door 12 staten, wat echter niet genoeg is om definitief goedgekeurd te worden. In theorie is het mogelijk dat, wanneer nog eens 26 staten het amendement zouden ratificeren, het amendement alsnog in de grondwet terechtkomt, maar daar sinds 1812 geen enkele staat meer heeft gestemd over het artikel, is het niet waarschijnlijk dat dat ooit nog zal gebeuren.
In Latijns-Amerika werd door de Europese kolonisatoren het Europese adellijk systeem overgenomen, en na de onafhankelijkheid kenden onder andere Mexico en Brazilië adel in de tijd dat deze landen een keizerrijk waren. Tegenwoordig wordt nergens in Latijns-Amerika nog adeldom erkend door de overheid en in Mexico is het voeren van adellijke titels zelfs grondwettelijk verboden.

### Azië en Afrika
In Japan heeft men tijdens de Meiji-restauratie, de grote hervorming aan het eind van de 19e eeuw, een adelstand naar Europees model ingesteld. De feodale heren die de titel van daimyō voerden, werden bedacht met traditionele Europese titels, zoals graaf en markies. Al deze Japanse edellieden verloren in 1946 tijdens de Amerikaanse bezetting hun titel. Maar deze vroegere adel neemt heden ten dage nog prominente plaatsen in de maatschappij en het Keizerlijk Hof in.
In China kon door voortdurende conflicten binnen de Tang-dynastie de keizerin Wu Zetian (625-705) niet meer vertrouwen op de oude aristocratie uit het noordwesten van het land en moest zich verzekeren van een nieuwe politieke en bestuurlijke machtsbasis. Die vond zij in niet-aristocratische literati uit het zuidoosten van China. Na de restauratie van de Tang-dynastie zetten de keizers deze methode van selectie voort. Het gevolg was een verzwakken van de positie van de oude aristocratie en het geleidelijk verdwijnen van die klasse. In delen van het land wisten enkele oude aristocratische clans nog enige tijd hun machtspositie te behouden, maar aan het eind van de elfde eeuw was er in China – op enkele heel specifieke uitzonderingen na -  geen adelstand meer aanwezig. Het afleggen van een weg binnen het Chinees examenstelsel werd de belangrijkste factor om toe te treden tot de bestuurlijke elite. In de periode van de Qing-dynastie ( 1644-1912) voerden de leden van de keizerlijke familie wel titels. De zoon van een prins was een hertog. Diens zoon was een markies en zo zakte men generatiegewijs steeds verder in rangorde. 

In Japan, China en enkele andere landen bestonden, in volgorde van minst tot meest belangrijk, de volgende adellijke en vorstelijke titels:
- China: Enqiwei (ridder), Nan (男 baron), Zi (子 burggraaf), Bo (伯 graaf), Hou (侯 markies), Mingong (民公 hertog), Guogong (國公 aartshertog), Junwang (郡王 prins uit de tweede lijn), Qinwang (親王 prins uit de eerste lijn), Wang (王 koning), Huangdi (皇帝 keizer).
- Ethiopië: Balambaras (baronet), Gerezmach (baron), Kenyazmach (baron), Fitawrari (burggraaf), Dejazmach (graaf), Bitwoded (graaf), Ras (hertog), Leul (prins), Negus (koning), [Nəgusä nägäst]? (keizer).
- Japan: Danshaku (男爵 baron), Shishaku (子爵 burggraaf), Hakushaku (伯爵 graaf), Koushaku (侯爵 markies), Koushaku (公爵 prins of hertog), Tennou (天皇 keizer).
- Korea: Chusa (준남작 baronet), Chamise (남작 baron), Pansoh (자작 burggraaf), Poguk (백작 graaf), Champan (후작 markies), Kung (공작 hertog), Gun (황태자 prins), Wang (임금 koning), Je (황제 keizer).
- India: Thakur (Prins, in eigen recht, aristocratisch), Raj Kumar (Prins, zoon van een Koning), Raja (Koning), Maharaja (Hoge Koning)
- Turkije: Bey (Burggraaf), Aga (Baron), Pasa (Prins of Hertog), Defterdar, Kazasker, Vezir (Hertog),Vezir-i Azam (Groot Hertog), Padisah (Keizer)

## Trivia
- Cayetana Fitz-James Stuart, 18de hertogin van Alba had het wereldrecord titels voeren: ze voerde acht hertogelijke titels; vijftien markiezaatstitels; negentien grafelijke titels en was twintig keer Grande de España. De hertogin was lid van het Huis van Alba, in het Nederlands Alva genoemd.